# La vite e i tralci
La vite e i tralci è una delle parabole di Gesù, riportata dal Vangelo secondo Giovanni.

## Racconto evangelico
Nel vangelo di Giovanni si legge: "Io sono la vera vite e il Padre mio è il vignaiolo. Ogni tralcio che in me non porta frutto, lo toglie e ogni tralcio che porta frutto, lo pota perché porti più frutto. Voi siete già mondi, per la parola che vi ho annunziato. Rimanete in me e io in voi. Come il tralcio non può far frutto da se stesso se non rimane nella vite, così anche voi se non rimanete in me. Io sono la vite, voi i tralci. Chi rimane in me e io in lui, fa molto frutto, perché senza di me non potete far nulla. Chi non rimane in me viene gettato via come il tralcio e si secca, e poi lo raccolgono e lo gettano nel fuoco e lo bruciano. Se rimanete in me e le mie parole rimangono in voi, chiedete quel che volete e vi sarà dato. In questo è glorificato il Padre mio: che portiate molto frutto e diventiate miei discepoli."